# Viorbe
Une viorbe ou yorbe est un élément architectural présent principalement en Franche-Comté et dans le Jura.

## Description
Une viorbe est une tour généralement ronde, carrée ou octogonale, renfermant un escalier à vis ou un escalier en colimaçon. Cet élément architectural fut en vogue aux XVIe et XVIIe siècles. 
Étymologiquement, le terme est issu des deux mots vis (escalier à vis) et orbe (aveugle) désignant de ce fait un escalier obscur.
Ces escaliers, reposant sur un pilier central, permettent d'accéder aux différentes pièces de tous les étages de la maison. Ces tourelles sont souvent surmontées d'un toit conique. Ce toit caractéristique ainsi que la forme de la tour permettent de repérer les viorbes au niveau des bâtiments, certaines étant intégrés dans les bâtisses, d'autres se trouvant à l’arrière du bâtiment donnant sur la rue principale ou dans un angle de la cour intérieure.

## Exemples d'utilisations

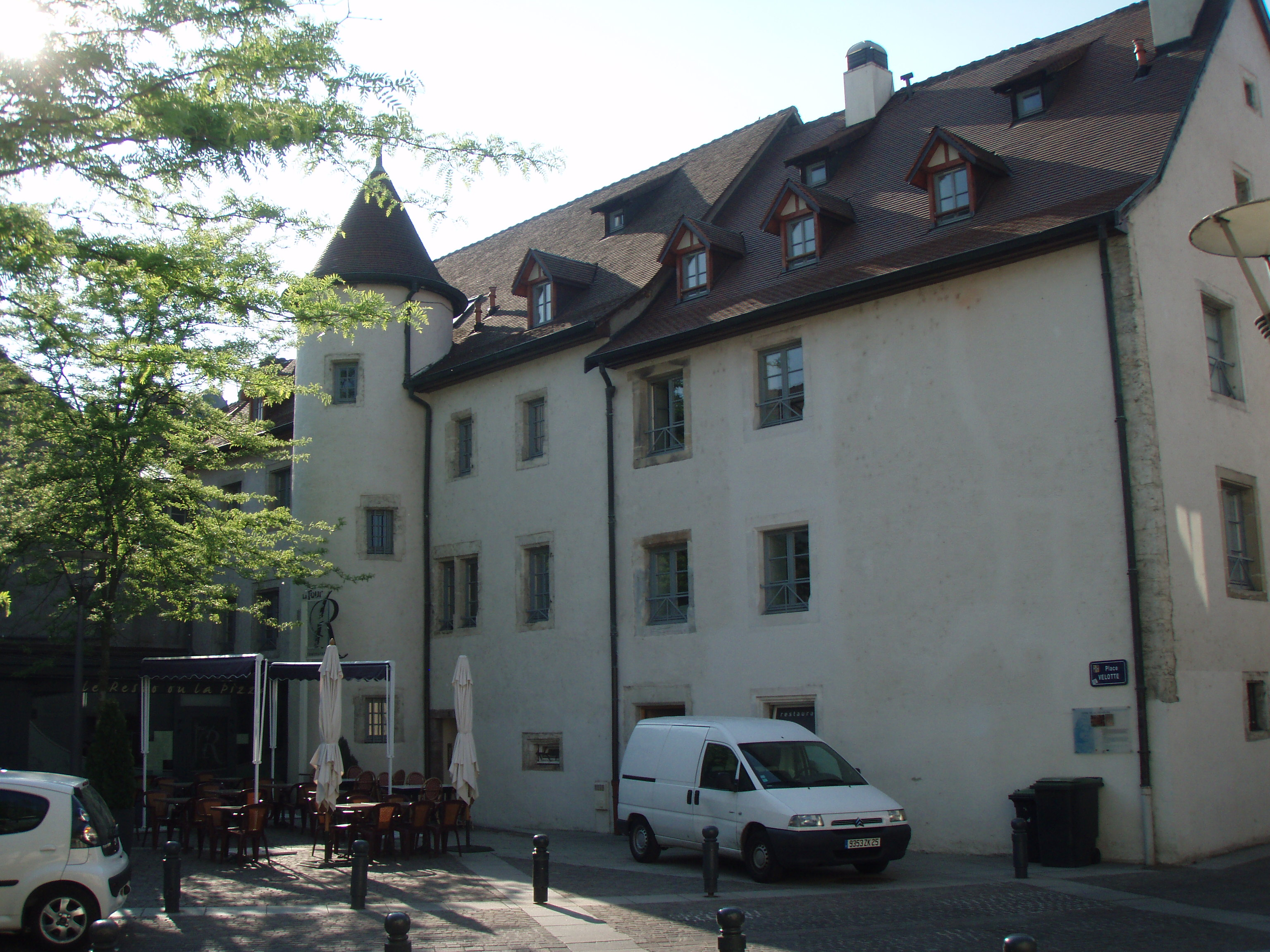
La ferme de la souaberie (Montbéliard) avec sa viorbe extérieure visible

- Ferme de la Souaberie, Montbéliard
- Château d'Oricourt, Oricourt
- Hôtel des sires de Neuchâtel, Baume-les-Dames